# Vadim Naumov
Vadim Vladimirovich Naumov (San Petersburgo, 7 de abril de 1969-Washington D. C., 29 de enero de 2025) fue un patinador artístico de pareja ruso. Con su esposa Evgenia Shishkova, fueron campeones del mundo en 1994 y campeones de la final de la Serie de Campeones 1995-96.

## Trayectoria
La pareja de patinadores fueron presentados en 1985 por el entrenador de Naumov, quien quería que patinaran juntos.  Naumov inicialmente rechazó la idea porque no quería cambiar de pareja, sin embargo, después de una serie de pruebas, él y Shishkova acordaron formar equipo.  Comenzaron a competir juntos en 1987. 
En 1991 ganaron el bronce en su primer Campeonato Europeo y quedaron en quinto lugar en el Campeonato Mundial. La temporada siguiente compitieron en sus primeros Juegos Olímpicos, los de 1992 en Albertville, Francia, donde quedaron en quinto lugar.
Ganaron su primera medalla mundial de bronce en el Campeonato Mundial de 1993. Al año siguiente, la pareja quedó en cuarto lugar en los Juegos Olímpicos de Invierno de 1994 en Lillehammer, Noruega. Terminaron la temporada proclamándose campeones del mundo.
Consiguieron su tercera medalla mundial de plata en 1995. Entre 1991 y 1995, la pareja también ganó cinco medallas europeas. En febrero de 1996, ganaron el oro en la Final de la Serie de Campeones 1995-96 (más tarde rebautizada como Final del Gran Premio).
En el Campeonato Mundial de 1996, quedaron terceros después del programa corto. En el programa largo, cuatro jueces dieron votos de primer lugar a Marina Eltsova/Andrei Bushkov, los medallistas de oro, y cuatro jueces votaron a favor de Shishkova/Naumov, sin embargo, las puntuaciones bajas de los otros cinco jueces los dejaron fuera del podio en cuarto lugar. 
No formaron parte del equipo olímpico de invierno de 1998. Decidieron retirarse de la competición ISU en 1998 y patinar profesionalmente. La pareja ganó el Campeonato Mundial Profesional en abril de 1998. Luego pasaron a ser entrenadores y trabajaron en el Centro Internacional de Patinaje en Simsbury, Connecticut. Se mudaron al Skating Club de Boston en febrero de 2017. 

## Vida personal y muerte
Shishkova y Naumov se casaron en San Petersburgo, Rusia, en agosto de 1995.  Se establecieron en Simsbury, Connecticut en 1998. Su hijo, Maxim Naumov, nació en agosto de 2001 y compite en individuales masculinos por los Estados Unidos.  
El 29 de enero de 2025, Naumov y Shishkova eran pasajeros del vuelo 5342 de American Eagle y murieron cuando un helicóptero del ejército de EE. UU. chocó con el avión durante la aproximación final en el Aeropuerto Nacional Ronald Reagan de Washington, matando a las 67 personas en ambas aeronaves. Regresaban de participar como entrenadores en el Campeonato de Patinaje Artístico sobre Hielo de Estados Unidos de 2025 en Wichita, Kansas.